# Sycophila nigrofasciata
Sycophila nigrofasciata är en stekelart som först beskrevs av Jean Risbec 1952.  Sycophila nigrofasciata ingår i släktet Sycophila och familjen kragglanssteklar. Inga underarter finns listade i Catalogue of Life.